# Vallerano (Calestano)
Vallerano è una frazione del comune di Calestano, in provincia di Parma.
La località dista 5,64 km dal capoluogo.

## Geografia fisica
La frazione sorge alla quota di 516 m s.l.m., alle pendici del monte Sporno, sul versante sinistro della piccola valle del rio Arvei, affluente destro del torrente Baganza.

## Storia
In epoca medievale nel piccolo borgo fu edificata una cappella, menzionata per la prima volta nel 1230.
Nel 1249 il Comune di Parma donò al conte Alberto Fieschi il feudo di Calestano, comprendente anche i castelli di Marzolara, Alpicella e Vigolone e le terre annesse.
Nel 1426 il condottiero Pier Maria I de' Rossi, per conto del duca di Milano Filippo Maria Visconti, conquistò la rocca di Marzolara, che fu posta sotto il presidio di Niccolò de' Terzi, il Guerriero; la guerra proseguì per anni e nel 1431 Niccolò Piccinino promise al conte Gian Luigi Fieschi la restituzione dei manieri di Marzolara, Calestano e Vigolone al termine del conflitto, con la clausola che nel frattempo rimanessero nelle mani di Niccolò Terzi, ma nel 1439 Filippo Maria Visconti assegnò i feudi al cancelliere di Niccolò Piccinino Albertino de' Cividali e successivamente ai conti di Canino e a Giovanni da Oriate. Infine nel 1443, al termine della guerra, il Duca restituì i castelli al conte Giannantonio Fieschi in segno di riconoscenza per la sua devozione.
Nel 1650 Carlo Leone e Claudio Fieschi alienarono i feudi di Calestano, Marzolara, Vigolone e Alpicella con tutte le pertinenze al conte Camillo Tarasconi; i suoi eredi ne mantennero i diritti fino alla loro abolizione decretata da Napoleone nel 1805.
L'anno seguente Vallerano divenne frazione del nuovo comune (o mairie) di Calestano.
A causa della sua posizione decentrata rispetto alla strada provinciale tracciata a fondovalle, il borgo subì nel XX secolo un lento spopolamento.

## Monumenti e luoghi d'interesse

### Chiesa di San Giacomo Apostolo

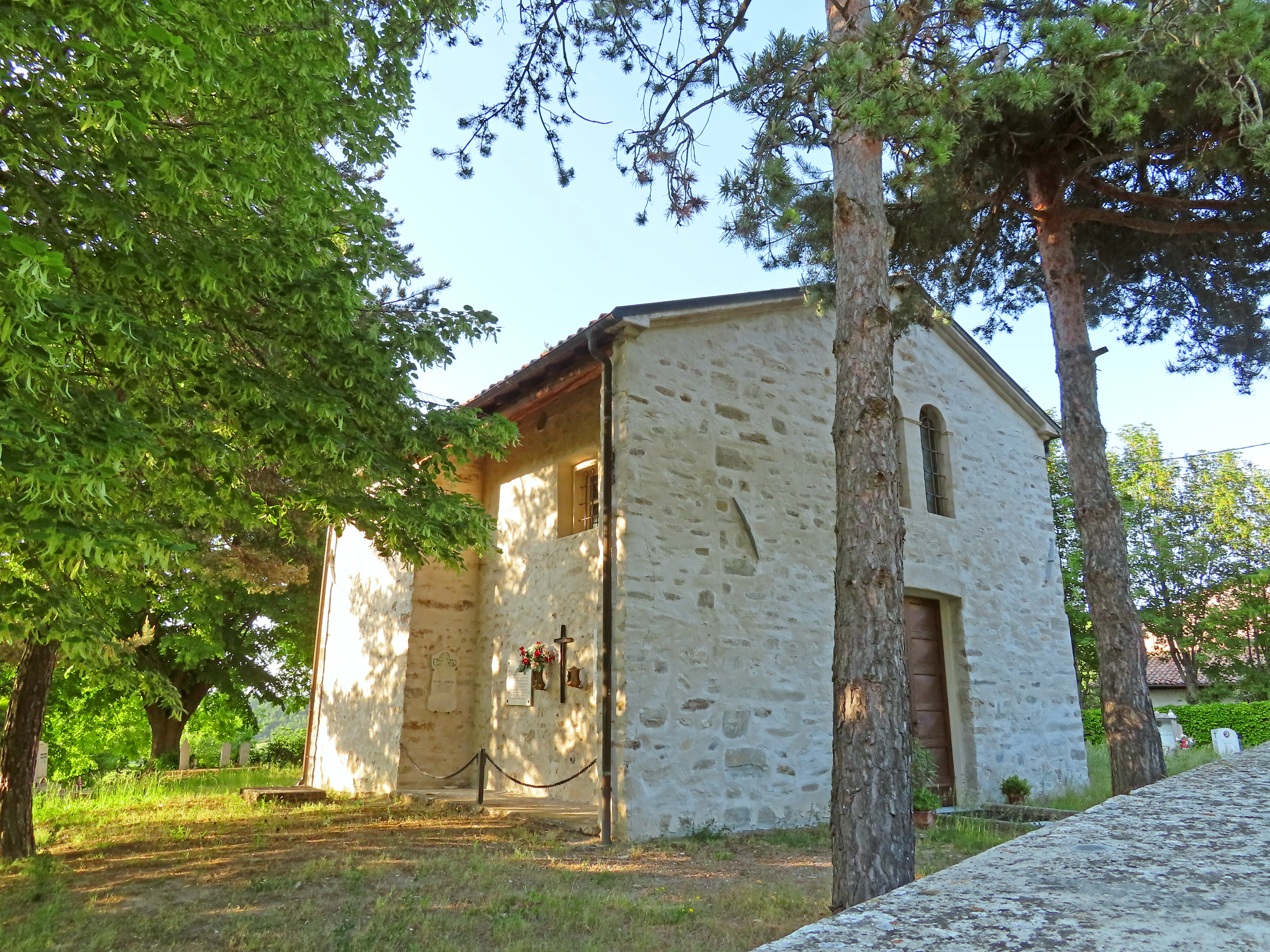
Chiesa di San Giacomo Apostolo

Menzionata per la prima volta nel 1230, la chiesa romanica fu parzialmente ricostruita all'incirca tra il 1691 e il 1715; dotata del campanile nei primi anni del XIX secolo, fu ristrutturata nel 1975; danneggiata dal terremoto del 2008, fu interamente restaurata e consolidata tra il 2016 e il 2017. Il luogo di culto in pietra, affiancato da due cappelle, è internamente decorato con lesene e affreschi in stile eclettico.